# Рочинь
Рочинь (словен. Ročinj) — поселення на правому березі річки Соча в общині Канал, Регіон Горишка, Словенія. Висота над рівнем моря: 195,6 м.